# 少年期 (往復書簡集)
『少年期』（しょうねんき）は、波多野勤子の往復書簡集。1950年に光文社より刊行され、ベストセラーとなった。
副題に「母と子の四年間の記録」とあるように、波多野が息子（のちの法学者波多野里望）との間で戦時中の4年間に交わした往復書簡をまとめたものである。

## 映像化作品

### 映画
1951年に映画化された。松竹製作。
昭和19年（1944年）春に小石川の一家が信州・諏訪に疎開し、翌年に終戦を迎えるまでを、少年（旧制中学生）の視点を主に描く。
冒頭字幕「此の映画は、苛烈なる戦争中を、より良く生きようとした、母と子の、ささやかな記録です」

#### スタッフ（映画）
- 原作：波多野勤子
- 監督：木下惠介
- 脚本：木下惠介、田中澄江
- 製作：小倉武志
- 音楽：木下忠司
- 撮影：楠田浩之
- 美術：浜田辰雄
- 後援：諏訪市、長野県諏訪清陵高等学校

#### キャスト（映画）
- 母：田村秋子
- 一郎：石浜朗
- 父：笠智衆
- 二郎：野沢哲男
- 三郎：木下武則
- とよ：小林トシ子
- 下村先生：三國連太郎
- 下村先生の母：紅沢葉子
- 山崎夫人：櫻むつ子
- 古河老人：坂本武
- 校長：北龍二
- 煙草屋のおばさん：三好栄子
- 倉木先生：二本松嘉瑞

### テレビドラマ
1962年5月4日にNHK総合テレビジョンの『文芸劇場』枠にて放映された。

#### スタッフ（テレビドラマ）
- 原作：波多野勤子
- 脚本：田村幸二

#### キャスト（テレビドラマ）
- 杉村春子
- 太田博之
- 中村伸郎